# Batalha de Satícula
A Batalha de Satícula, travada em 343 a.C., foi a segunda das três batalhas descritas pelo historiador romano Lívio na Primeira Guerra Samnita. Segundo seu extenso relato, o cônsul Aulo Cornélio Cosso estava marchando de Satícula (perto da moderna Sant'Agata de' Goti) quando quase foi emboscado por um exército samnita num passo de montanha. Seu exército só foi salvo por que um de seus tribunos militares, Públio Décio Mus, liderou um pequeno grupo para capturar o cume de uma colina, o que distraiu os samnitas e permitiu que o cônsul escapasse com o resto do exército. Durante a noite, Décio e seu grupo conseguiram escapar e se juntaram ao resto dos romanos. No dia seguinte, as forças romanas reagiram e atacaram os samnitas, derrotando-os completamente.
Esta batalha é citada por diversos autores antigos, que também citam o ato heroico de Décio. Os historiadores modernos, por outro lado, são céticos sobre a acurácia histórica do relato de Lívio e notaram, principalmente, as similaridades deste relato com outro no qual um tribuno militar romano teria salvo um exército romano em 258 a.C., durante a Primeira Guerra Púnica.

## Contexto
Segundo Lívio, a Primeira Guerra Samnita começou por que os samnitas atacaram os sidicínios, uma tribo que vivia no norte da Campânia. Os campânios, liderados pela cidade-estado de Capua, enviaram um exército para ajudá-los, mas foram derrotados pelos samnitas, que aproveitaram para invadir a Campânia e derrotar os campânios novamente perto de Capua. Frente à iminente derrota, os campânios apelaram a Roma por ajuda e os romanos, apesar de terem um tratado vigente com o samnitas, concordaram em ajudar e declararam guerra.
Os dois cônsules de 343 a.C., Marco Valério Corvo e Aulo Cornélio Cosso marcharam com seus exércitos para a guerra, com Valério seguindo para a Campânia enquanto Cornélio arrasava Sâmnio.

## Batalha
Lívio conta que Cornélio Cosso deixou a cidade de Satícula e liderou seu exército através de um passo de montanha que descia num vale estreito. Sem serem percebidos pelo cônsul, os samnitas haviam ocupado as elevações em ambos os lados do vale e estavam esperando a passagem do exército romano. Quando a presença do inimigo foi finalmente descoberta, era tarde demais. Públio Décio Mus, um tribuno militar, percebeu que os samnitas não haviam ocupado um dos cumes, justamente o que dominava o seu acampamento. Com a aprovação do cônsul, ele liderou um destacamento formado pelos hastati e principes da legião para tomá-lo. Os samnitas só perceberam quando Décio já estava quase no alto e ficaram tão perturbados que deram chance para que o cônsul retirasse o exército romano para um terreno mais favorável.
Com a fuga do cônsul, os samnitas voltaram sua atenção para Décio e seus homens, cercando o monte onde ele estava. Eles não haviam ainda decidido o que fazer e Décio, surpreso por não ter sido atacado na mesma noite, desceu sorrateiramente com seus centuriões para observar as posições samnitas. De volta, ele silenciosamente juntou seus homens e informou-lhes que pretendia escapar ainda naquela noite, silenciosamente se possível ou à força se fossem descobertos. Atravessando as cercas samnitas, os romanos já estavam na metade do caminho quando foram descobertos. Mas quando Décio e seus homens deram seu grito de guerra, os samnitas, recém-acordados, entraram numa imensa confusão imaginando um ataque maior e os romanos conseguiram atravessar. Na manhã seguinte, o exército romano celebrou o retorno de Décio e seus homens e, por insistência dele, resolveu atacar. Os samnitas foram pegos completamente de surpresa e foram facilmente vencidos. Seu acampamento foi tomado e todos os 30 000 soldados que se refugiaram ali foram mortos.
Depois da batalha, o cônsul convocou um exército e presenteou Décio com uma corrente de ouro, uma centena de bois e um touro branco com os chifres dourados. Seus homens receberam ração dobrada, um touro e duas túnicas. Os soldados então ofertaram a Décio duas coroas de grama, a primeira por ter salvo o exército e segunda por ter salvo seus homens. Décio sacrificou o touro branco a Marte, o deus da guerra, e distribuiu seus touros entre seus homens. O exército também ofereceu comida e vinho para cada um deles.
Esta batalha também era conhecida de diversos outros autores antigos, mas não no mesmo nível de detalhe do relato de Lívio. Foi mencionada nos fragmentos das "Histórias" de Dionísio de Halicarnasso e de Apiano. Frontino (Estragemas) lista duas vezes como Públio Décio teria salvo o exército de Cornélio Cosso. O autor desconhecido de uma "De viris illustribus" do século IV atribuiu o ato heroico de Décio à Batalha de Monte Gauro Cícero escreveu em "De Divinatione" que, segundo os anais, quando Décio entrou corajosamente em combate e foi advertido, ele teria respondido que havia sonhado que ganharia uma grande fama morrendo em meio aos inimigos, uma premonição de sua famosa morte três anos mais tarde, na Batalha de Vesúvio em 340 a.C. Este detalhe mostra que algum material sobre esta batalha existia e que não foi incluído por Lívio em seu relato.

## Consequências
Lívio relata ainda mais duas vitórias romanas contra os samnitas em 343 a.C., ambas do outro cônsul, Valério Corvo, na Batalha de Monte Gauro e na Batalha de Suessula. No final da estação de campanhas militares ambos foram recompensados em Roma com um triunfo. Os cartagineses, com os quais os romanos haviam firmado um tratado de amizade em 348 a.C., congratularam os romanos pelas vitórias enviando uma coroa de ouro pesando doze quilos para o Templo de Júpiter Ótimo Máximo. Segundo os Fastos Triunfais, Valério e Cornélio celebraram seus triunfos sobre os samnitas em 21 e 22 de setembro respectativamente. Pelos dois anos seguintes, há registro apenas de encontros menores e a Primeira Guerra Samnita acabou em 341 a.C. com romanos e samnitas renovando seu tratado e os samnitas aceitando a nova aliança entre Roma e a Campânia.

## Análises modernas
Historiadores modernos duvidam da acurácia histórica da descrição de Lívio desta batalha. As cenas de batalha de Lívio para este período são geralmente reconstruções feitas por ele ou suas fontes e não há motivo para que a desta batalha seja uma exceção. As perdas samnitas foram claramente exageradas.
Os atos de Públio Décio ocupam a maior parte do relato de Lívio, mas, como ele próprio lembra, esta história compartilha muitos detalhes com um evento que teria ocorrido na Sicília, em 258 a.C., durante a Primeira Guerra Púnica. Segundo as fontes antigas, naquele ano, um exército romano corria o risco de ser emboscado num desfiladeiro quando um tribuno militar (há divergências sobre o nome) liderou um destacamento de 300 homens para tomar o cume de uma montanha no meio das forças inimigas. O exército romano então teria escapado, mas, dos 300, apenas o tribuno sobreviveu. É improvável que este episódio posterior, mais famoso, não tenha influenciado as descrições do primeiro.
Edward Togo Salmon (1967) encontrou diversas outras similaridades entre esta batalha e eventos posteriores, o que ele considerou suspeito. Tanto a Primeira quanto a Segunda Guerra Púnica começam com invasões de Sâmnio por um Cornélio, a forma como o exército romano foi levado a uma emboscada lembram o famoso desastre da Batalha das Forcas Caudinas, em 321 a.C., e há similaridades com as campanhas de Públio Cornélio Arvina, em 306 a.C., e Públio Décio Mus, filho do Décio desta batalha, em 297 a.C.. Salmon também suspeita que as vitórias de Valério em 343 a.C. podem ser duplicações das operações romanas contra Aníbal na mesma região em 215 a.C. Como o testemunho dos Fastos Triunfais atestam de fato algumas vitória romana em 343 a.C. e argumentando que, nesta época, os romanos tinham mais chance de vencer os samnitas em terreno plano do que em um montanhoso, Salmon propôs então que teria havido apenas uma batalha em 343 a.C., travada perto de Capua, perto do templo de Juno Gaura, que Lívio ou sua fonte teriam depois confundido com o Monte Gauro. Esta reconstrução foi rejeitada por Oakley (1998), que não acredita na tese das duplicações em 343 a.C.. Segundo ele, os samnitas já teriam conquistado boa parte da Campânia quando os romanos chegaram e as duas vitórias de Valério Corvo poderiam de fato ser o resultado de dois ataques samnitas distintos às cidades de Capua e Cumas. Segundo ele, apesar de as emboscadas serem um motivo comum na narrativa de Lívio sobre as Guerras Samnitas, isto pode ser simplesmente um reflexo do terreno montanhoso no qual estas guerras foram travadas. Apesar de a história de Décio, da forma como foi preservada, tenha sido baseada na história do tribuno militar de 258 a.C., ainda assim Décio pode ter realizado algum ato heroico em 343 a.C., cuja memória depois tornou-se a origem de uma lenda muito elaborada depois.
Gary Forsythe (2005) considera que o episódio foi inventando, em parte para incluir uma premonição do sacrifício de Décio em 340 a.C.. É possível que ele tenha de fato realizado algum ato heroico que permitiu que ele fosse o primeiro de sua gente a chegar ao consulado, em 340 a.C., mas se este for o caso, nenhum detalhe de um evento histórico restou. Por isso, analistas posteriores teriam combinado o desastre das Forcas Caudinas com a história do tribuno de 258 a.C. para produzir uma história completamente fictícia relatada por Lívio, com a diferença de que, nas versões originais, os romanos foram respectivamente derrotados e mortos, enquanto que na versão dele, nenhum dos homens de Décio morreu e os romanos conquistaram uma grande vitória.